# Fabio Coala
Fábio Coala Cavalcanti (Santos, 20 de julho de 1978) é um quadrinista brasileiro. Formado em publicidade, ganhou notoriedade ao criar o site Mentirinhas em 2010.

## Carreira
Fábio Coala publicou sua primeira tirinha aos quinze anos num jornal da cidade onde mora até hoje, Guarujá. Após passar cinco anos trabalhando como bombeiro, criou o site Mentirinhas em 2010, onde publica webtiras com personagens variados.
Dentre os personagens publicados no Mentirinhas está "O Monstro", que foi lançado em um livro financiado por crowdfunding através do site Catarse. O livro ganhou o 26.º Troféu HQ Mix na categoria "melhor publicação independente edição única".
A tirinha Perfeição, postada no Mentirinhas, inspirou o curta-metragem alemão The Present, que ganhou mais de cinquenta prêmios em todo o mundo.
Outro trabalho notório foi o romance gráfico Horácio: Mãe, parte da coleção Graphic MSP, onde artistas brasileiros criam histórias com os personagens da Mauricio de Sousa Produções com temas e artes diferentes das tradicionais. Fábio pediu para que sua história fosse com Horácio, sem saber que Maurício de Sousa tinha pedido para que o personagem, que mantém grande cuidado e é muitas vezes citado com um alter ego dele, não fosse usado na coleção. Ele acabou liberando, e a história lançada em 2018 costuma ser citada como uma das melhores do selo.